# Platamus longicornis
Platamus longicornis es una especie de coleóptero de la familia Silvanidae.

## Distribución geográfica
Habita en Belice y Panamá.